# Brigitte Koischwitz

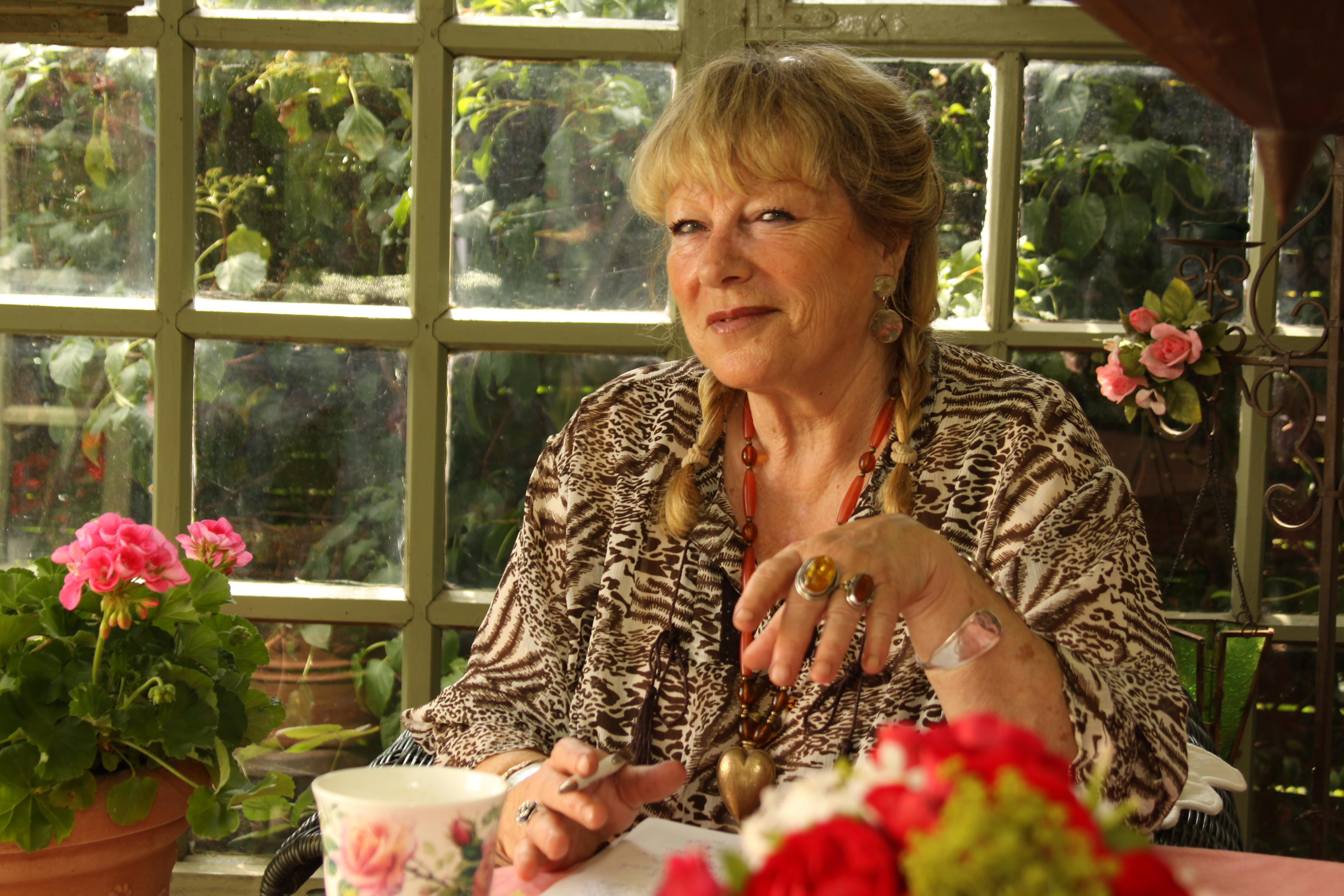
Brigitte Koischwitz (2011)

Brigitte Koischwitz (* 20. April 1943 in Berlin) ist eine deutsche Malerin, Autorin und Schauspielerin. Sie betreibt Deutschlands einziges „Einfrautheater“ in Bad Endbach bei Gladenbach.

## Leben
Koischwitz lebte lange im Ruhrgebiet. Nach dem Realschulabschluss 1959 absolvierte sie eine Ausbildung (Tanz und Schauspiel) an der Folkwang Universität der Künste in Essen. 1976 bestand sie die Begabtensonderprüfung und studierte anschließend Deutsch und Geschichte an der Pädagogischen Hochschule in Duisburg. Als Malerin ist sie Autodidaktin. Von 1985 bis 1998 lebte sie auf Sylt. Dort betrieb sie eine Galerie auf der Strandpromenade in Westerland, danach zog sie nach Gladenbach. Seit 1983 ist sie freie Autorin mit inzwischen 15 Büchern im Selbstverlag und betreibt die Galerie „Alte Schule“ in Bad Endbach. Hier befindet sich auch ihr Theater, in dem sie im Abstand von etwa 14 Tagen auftritt. Am 7. Mai 2023 besteht das „Einfrau-Theater“ seit 25 Jahren.

## Auszeichnungen
- 2013: Otto-Ubbelohde-Preis
- 2021: Dr. Leinweber-Preis

## Publikationen
Gedichtbände
- Tor zum Paradies. 1985, ISBN 3-925602-01-1.
- Schmetterlinge im Dezember. 1988, ISBN 3-925602-04-6.
- Ein Flügelschlag Gedanken. 1990, ISBN 3-925602-06-2.
- Ein Hauch Freudentränen. 1995, ISBN 3-925602-11-9.
- Das Glück ist wie die Sonne. CD mit Gedichten und Gedanken, 2005, ISBN 3-925602-15-1.

Taschenbücher
- Gänseblümchen haben kleine Flügel. 1989, ISBN 3-925602-05-4.
- …denn ich bleib immer Deine Mutter. 1998, ISBN 3-925602-13-5.

Kurzgeschichten
- Was macht der Sand am Strand. 1985, ISBN 3-925602-02-X.
- Mittendrin und doch daneben. 1985, ISBN 3-925602-00-3.
- Im Po Sand. 1987, ISBN 3-925602-03-8.
- Möwenklecks und Muschelkuß. 1991, ISBN 3-925602-07-0.
- Brigittes Landleben. 1993, ISBN 3-925602-09-7.
- Gestreift, getupft und dreimal schwarzer Kater. 1994, ISBN 3-925602-10-0.
- Plausch am Zaun. 1998, ISBN 3-925602-12-7.
- Attila der Hundekönig. 2002, ISBN 3-925602-14-3.
- Kein Augenblick kehrt je zurück. 2011, ISBN 978-3-925602-16-0.

Für den Hinterländer Anzeiger verfasst sie seit 1991 eine wöchentliche Kolumne.